# Ubud

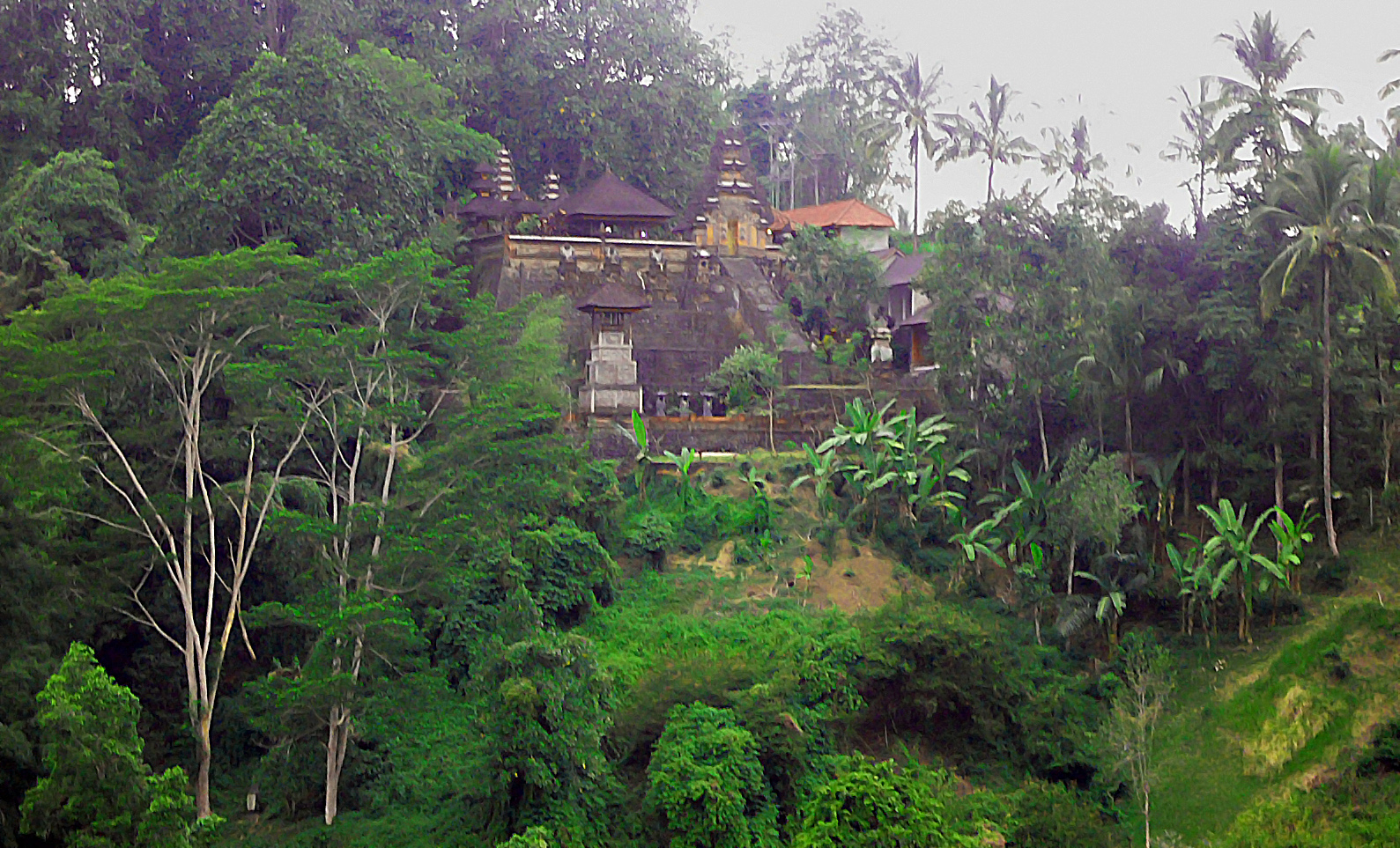
Świątynia Hinduska w Ubud

Ubud – miasto na indonezyjskiej wyspie Bali w dystrykcie Ubud, położone wśród pól ryżowych i w stromych wąwozach w centralnej części podnóża regency Gianyar. Ubud liczy około 70 tys. mieszkańców.

## Zabytki

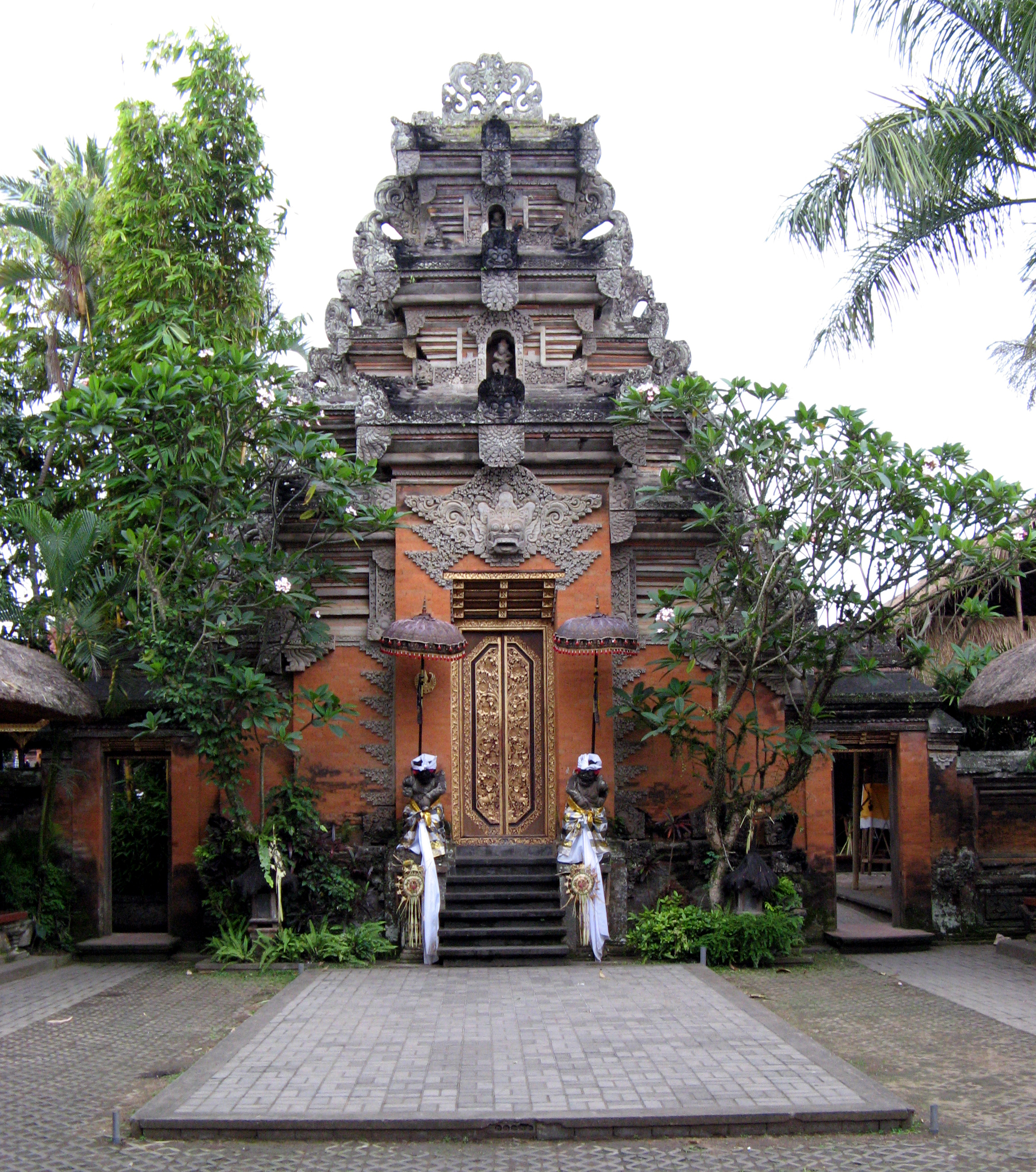
Wejście pałacu w Ubud

- Pałac Królewski (Puri Saren Agung) – wybudowany na początku XIX w. i odbudowany w 1917 r. po trzęsieniu ziemi.
- Muzeum Pura Lukisan – założone w 1956[1] roku w celu zachowania i popularyzacji sztuki balijskiej, zarówno tradycyjnej, jak i nowoczesnej.